# Jhorlin Moreira
Jhorlin Moreira (* San Lorenzo, 4 de octubre de 1994). es un futbolista ecuatoriano que juega de defensa en Galácticos Fútbol Club de la Segunda Categoría de Ecuador.

## Clubes
| Club                   | País    | Año       |
| ---------------------- | ------- | --------- |
| River Plate Ecuador    | Ecuador | 2010-2012 |
| Delfín SC              | Ecuador | 2013      |
| Fuerza Amarilla        | Ecuador | 2014      |
| Delfín SC              | Ecuador | 2014      |
| Italia                 | Ecuador | 2015      |
| Galácticos Fútbol Club | Ecuador | 2016      |

## Palmarés

### Campeonatos nacionales
| Título            | Club      | País    | Año  |
| ----------------- | --------- | ------- | ---- |
| Segunda Categoría | Delfín SC | Ecuador | 2013 |